# Sing a Song (松山千春の曲)
「Sing a Song」（シング・ア・ソング）は、松山千春が1983年3月21日にリリースした14枚目のシングルである。

## 解説
松山自身が出演した「'83コカ・コーラ」のイメージ・ソング。オリコンでは10作連続のBEST10入りを果たし、20万枚を超えるセールスを記録したが、本作以降はBEST10から遠去かっている。TBS系『ザ・ベストテン』へのランクインも本作で最後となった。

## 収録曲
| 全作詞・作曲: 松山千春、全編曲: 奥慶一。 |                 |          |            |      |
| #                                        | タイトル        | 作詞     | 作曲・編曲 | 時間 |
| 1.                                       | 「Sing a Song」 | 松山千春 | 松山千春   | 4:16 |
| 2.                                       | 「涙の街」      | 松山千春 | 松山千春   | 3:51 |
| 合計時間:                                | 合計時間:       | 8:07     |            |      |

## メディアでの使用
| #   | 曲名            | タイアップ                       |
| --- | --------------- | -------------------------------- |
| A-1 | 「Sing a Song」 | '83コカ・コーラ イメージ・ソング |